# Saint-Antoine-la-Forêt
Saint-Antoine-la-Forêt [sɛ̃t‿ɑ̃twan la fɔʁɛ] ist eine französische Gemeinde mit 1.101 Einwohnern (Stand: 1. Januar 2022) im Département Seine-Maritime in der Region Normandie. Sie gehört zum Arrondissement Le Havre und zum Kanton Bolbec (bis 2015: Kanton Lillebonne).

## Geographie
Saint-Antoine-la-Forêt liegt etwa 22 Kilometer ostnordöstlich von Le Havre im Pays de Caux. Saint-Antoine-la-Forêt wird umgeben von den Nachbargemeinden Bolbec im Norden, Gruchet-le-Valasse im Osten und Nordosten, Lillebonne im Südosten, Saint-Jean-de-Folleville im Süden und Südosten, Saint-Nicolas-de-la-Taille im Süden, Mélamare im Westen sowie Saint-Eustache-la-Forêt im Nordwesten.

## Bevölkerungsentwicklung
| 1962                      | 1968 | 1975 | 1982 | 1990 | 1999 | 2006 | 2013 |
| ------------------------- | ---- | ---- | ---- | ---- | ---- | ---- | ---- |
| 489                       | 515  | 530  | 749  | 902  | 935  | 985  | 1036 |
| Quelle: Cassini und INSEE |      |      |      |      |      |      |      |

## Sehenswürdigkeiten

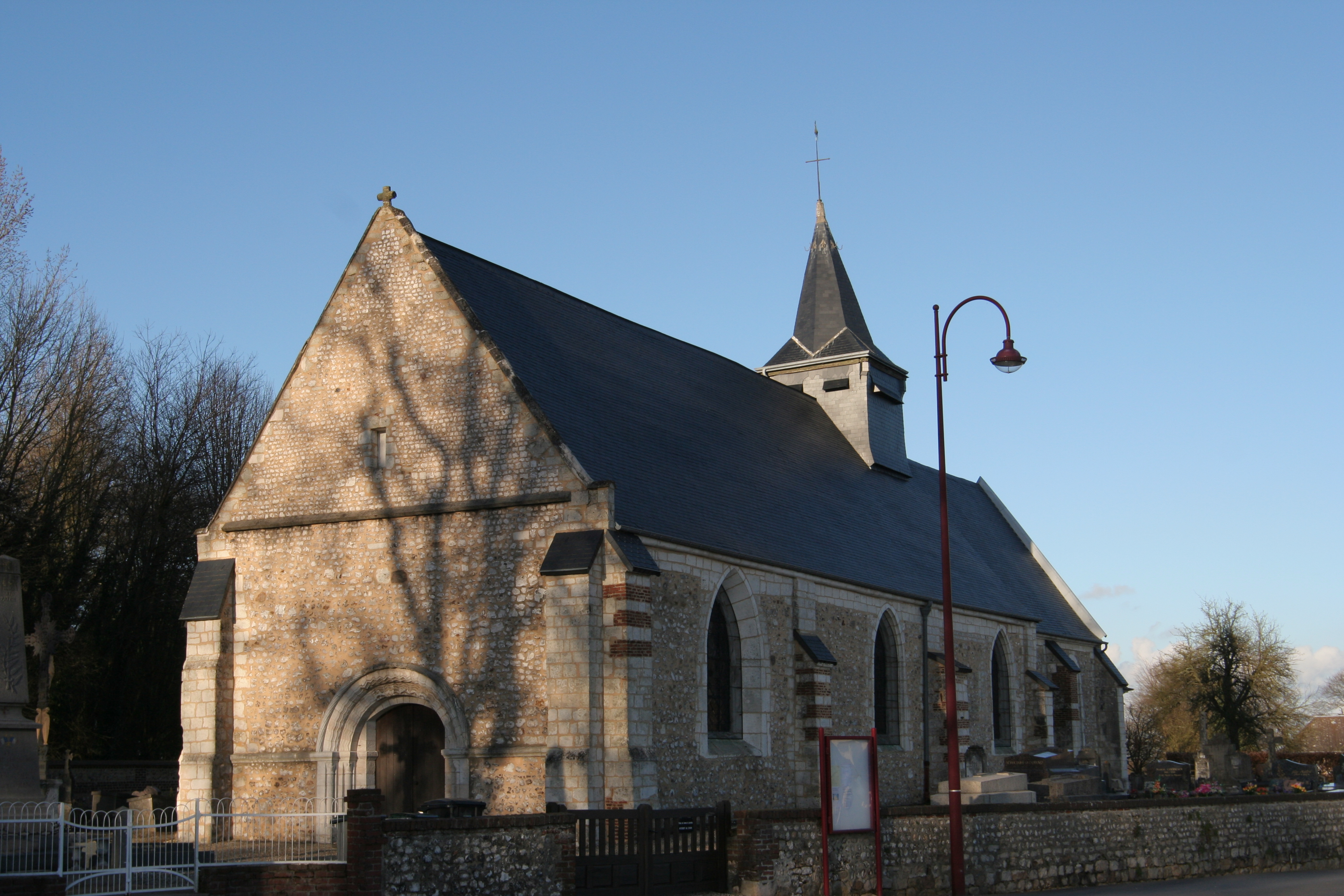
Kirche Saint-Antoine

- Kirche Saint-Antoine aus dem 12. Jahrhundert
- Herrenhaus von Les Côtières